# Warszew
Warszew – wieś w Polsce położona w województwie wielkopolskim, w powiecie kaliskim, w gminie Opatówek.
Wieś duchowna Warszewo, własność arcybiskupstwa gnieźnieńskiego, pod koniec XVI wieku leżała w powiecie kaliskim województwa kaliskiego. W latach 1975–1998 miejscowość administracyjnie należała do województwa kaliskiego.
Zobacz też: Warszewice, Warszewo